# Întunecare (roman)
Întunecare este un roman de război scris de Cezar Petrescu și publicat în anii 1927–1928 de Biblioteca ziarului Universul din București (vol. I) și de Editura Scrisul Românesc din Craiova (ediția completă), ce deschide perspectiva unei vaste „cronici românești a veacului XX”. Autorul realizează o amplă frescă socio-morală a societății românești din perioada Primului Război Mondial și din anii ’20 ai secolului al XX-lea, evidențiind dezamăgirea profundă a participanților la război în fața conservării postbelice a aceleiași organizări sociale și a acelorași mentalități egoiste ce contribuiseră la declanșarea conflagrației.
Romanul prezintă criza de identitate a tânărului avocat Radu Comșa produsă de confruntarea cu realitatea războiului, precum și dramele existențiale trăite de exponenții unei „generații pierdute”. Având o carieră promițătoare la momentul intrării României în război, personajul principal pleacă voluntar pe front, crezând că războiul va purifica și însănătoși moral societatea postbelică. Este grav rănit și desfigurat, iar conștientizarea faptului că societatea nu s-a schimbat îi zdruncină psihicul fragil și-l împinge către sinucidere. Autorul expune o optică pacifistă și umanitaristă aflată la modă în acea vreme în presa de stânga din Europa.
Apariția cărții a fost întâmpinată cu entuziasm de publicul românesc, iar acest succes comercial l-a făcut celebru pe autor. Opiniile critice au fost însă contradictorii: unii au primit romanul cu elogii, în timp ce alții cu mari rezerve. Complexitatea romanului lui Cezar Petrescu (numărul mare de personaje, existența mai multor intrigi secundare, amploarea detaliilor) i-a determinat pe unii critici să afirme că autorul a fost influențat de creații literare clasice ale literaturii universale precum romanul Război și pace al lui Lev Tolstoi sau ciclul romanesc Comedia umană al lui Balzac. Chiar dacă, potrivit unor istorici literari, nu se ridică la valoarea romanului Ultima noapte de dragoste, întâia noapte de război (1930) de Camil Petrescu, Întunecare rămâne una dintre cărțile valoroase ale literaturii române interbelice și scrierea fundamentală a lui Cezar Petrescu.
Romanul a fost ecranizat ulterior într-un film omonim, regizat de Alexandru Tatos după un scenariu al lui Petre Sălcudeanu, în care rolul principal a fost interpretat de Ion Caramitru. Premiera oficială a filmului a avut loc la 9 iunie 1986.

### Realismul social și drama unei generații

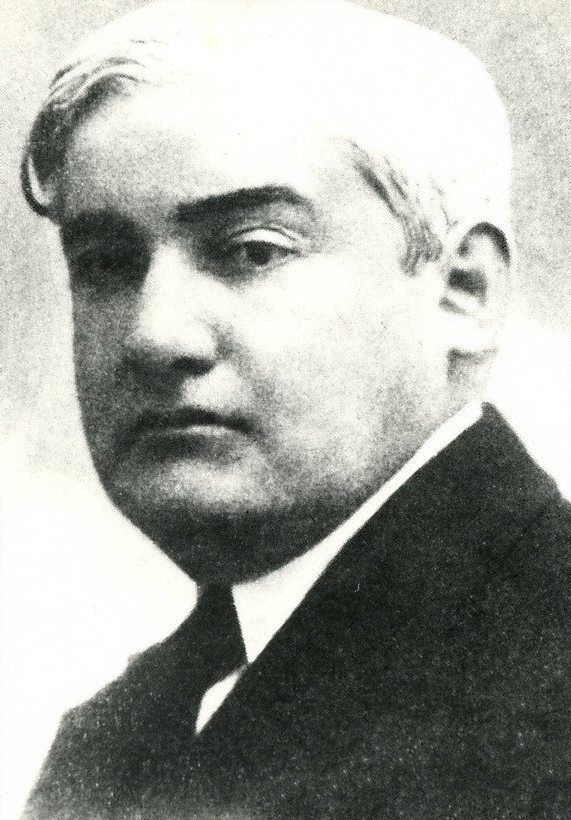
Eugen Lovinescu a evidențiat puterea de evocare socială a romanului.

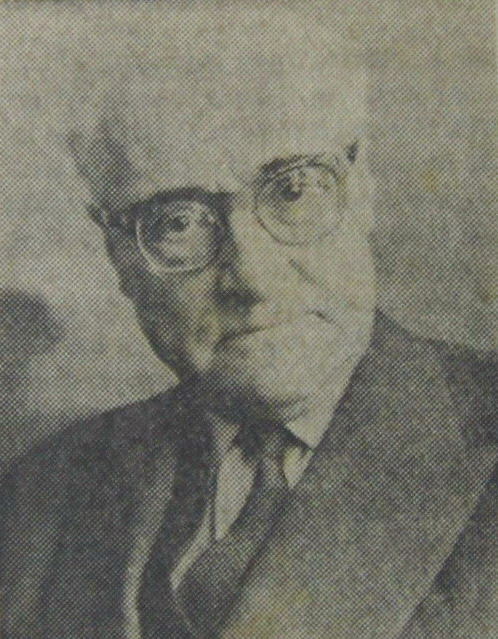
Complexitatea acțiunii îl făcea pe Al. A. Philippide să-l asemene cu un roman de tip englez sau rus.

### Reproșuri la adresa romanului

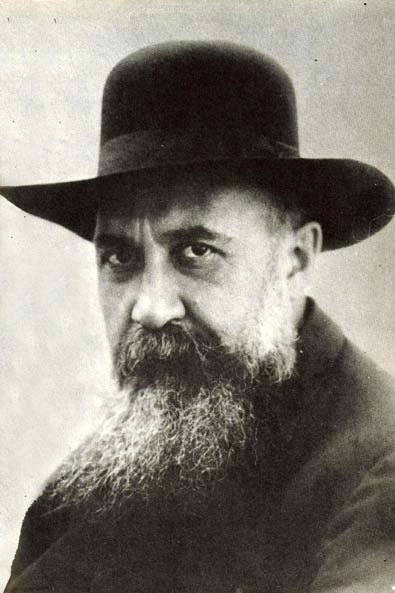
Nicolae Iorga îi reproșa autorului că suferă de limbuție.

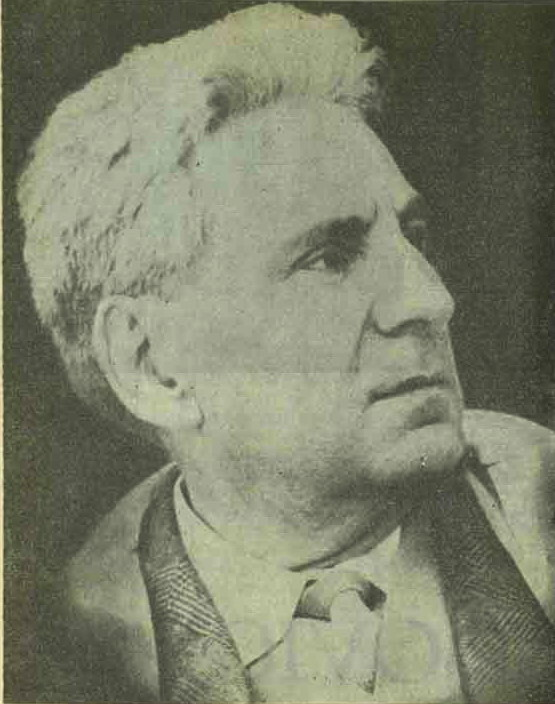
În opinia lui George Călinescu, Întunecare este „o cronică de război superficială”.

#### Filmări

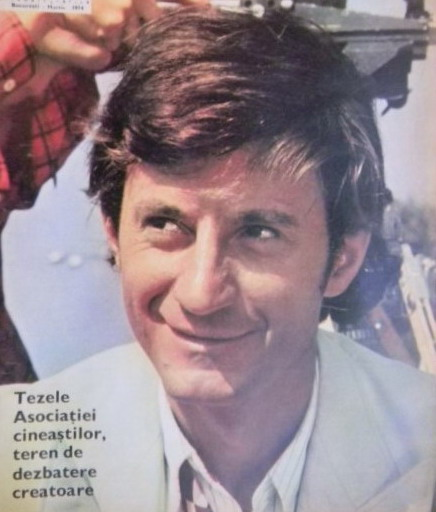
Actorul Ion Caramitru, interpretul rolului principal.

### Neamul Vardarilor

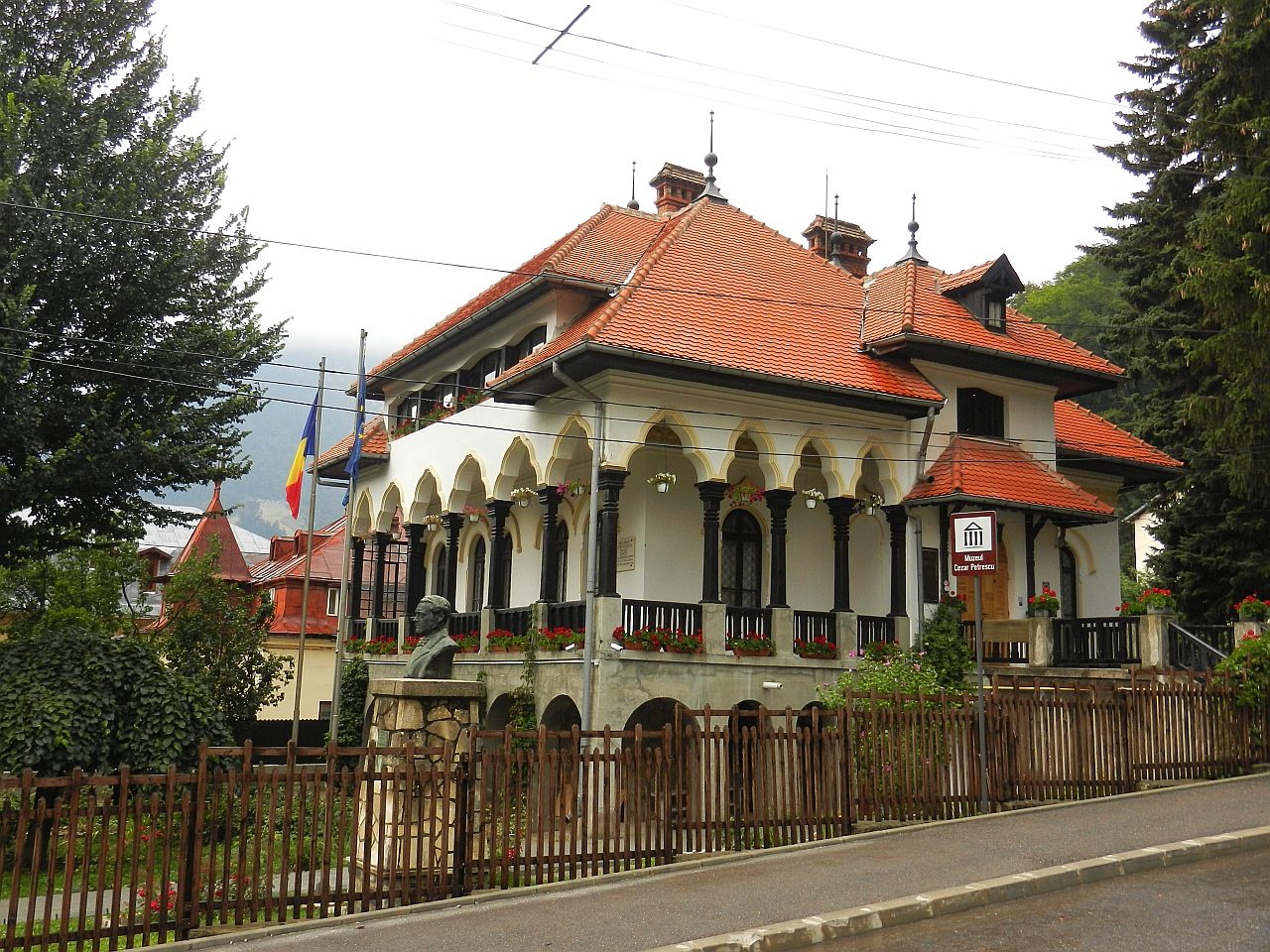
Casa Memorială „Cezar Petrescu” din Bușteni, construită în perioada 1914–1918 în stil brâncovenesc și cumpărată de scriitor în 1937; aici el și-a scris o parte a operei.

## Rezumat

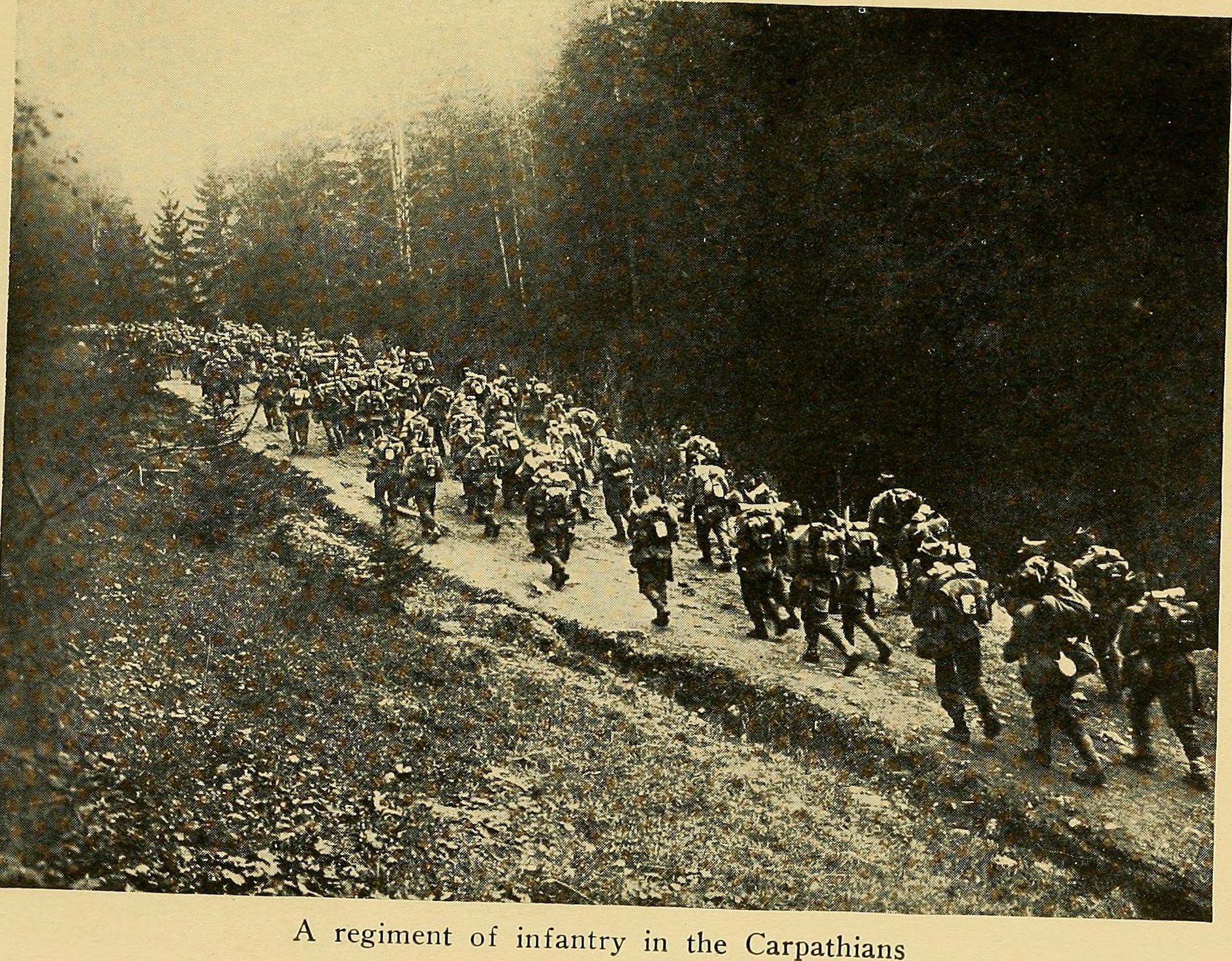
Un regiment de infanterie al Armatei Române în Munții Carpați.

Provenit dintr-o familie modestă ce trăia într-un sat din Moldova, tânărul Radu Comșa a urmat studii juridice și a obținut un doctorat în străinătate. El s-a reîntors la București după finalizarea studiilor și a fost remarcat de avocatul, deputatul și marele moșier Alexandru Vardaru, care l-a angajat ca secretar la biroul său de avocatură. Doi ani mai târziu, Radu Comșa devine asociat în biroul de avocatură și se logodește cu Luminița, fiica patronului său, iar apropiații îi prevăd un viitor strălucit. În vara anului 1916 „viața i se arăta simplă, limpede, fără primejdii”. Radu Comșa petrece alături de familia Vardaru o ultimă zi de pace la mare.
Intrarea României în război aduce schimbări în viața personajelor. Avântul patriotic al celor care susținuseră politica intervenționistă se frânge în primele luni ale războiului pe măsură ce luptele devin sângeroase și produc moartea sau mutilarea unui număr tot mai mare de militari. Prin intervenția viitorului său socru, avocatul Comșa este mobilizat la un birou statistic din cadrul Ministerului de Interne, adică la partea sedentară aflată în spatele frontului. El se refugiază la Iași, împreună cu familia Vardaru, în decembrie 1916, după ocuparea Bucureștiului, continuându-și activitatea de ambuscat. Disprețuind comportamentul lipsit de griji al cunoștințelor sale din înalta societate și nemulțumit de propria sa lașitate, Radu Comșa solicită să fie trimis pe front în primăvara anului 1917, încrezător în faptul că lupta și jertfa generației sale vor sta la baza unei noi organizări sociale în care oamenii vor renunța la egoismul individual în schimbul efortului solidar pentru binele general.
Locotenentul Radu Comșa este rănit grav în luptele de la Oituz, plămânul fiindu-i perforat de niște schije de obuz și suferind alte răni minore (la gură și la ochi). Discuțiile purtate cu Vasile Mogrea, colegul său de salon, în cele două luni de spitalizare în care a avut ochii acoperiți cu un bandaj, îi cristalizează concepția de viață și îl încurajează să lupte pentru schimbarea rânduielilor sociale. Rănile se vindecă, dar Radu Comșa rămâne desfigurat, având două cicatrici hidoase pe față (una la colțul gurii și alta la tâmplă). Luminița se străduiește să-l iubească în continuare, dar Radu simte în atitudinea ei chinul de a iubi un bărbat infirm, așa că se oferă să rupă logodna, întâlnind doar niște proteste formale. Ruptura cu familia Vardaru este deplină, iar tânărul ofițer simte că nu mai are nimic în comun cu aceasta din cauza mentalității de clasă diferite ce-i separă.

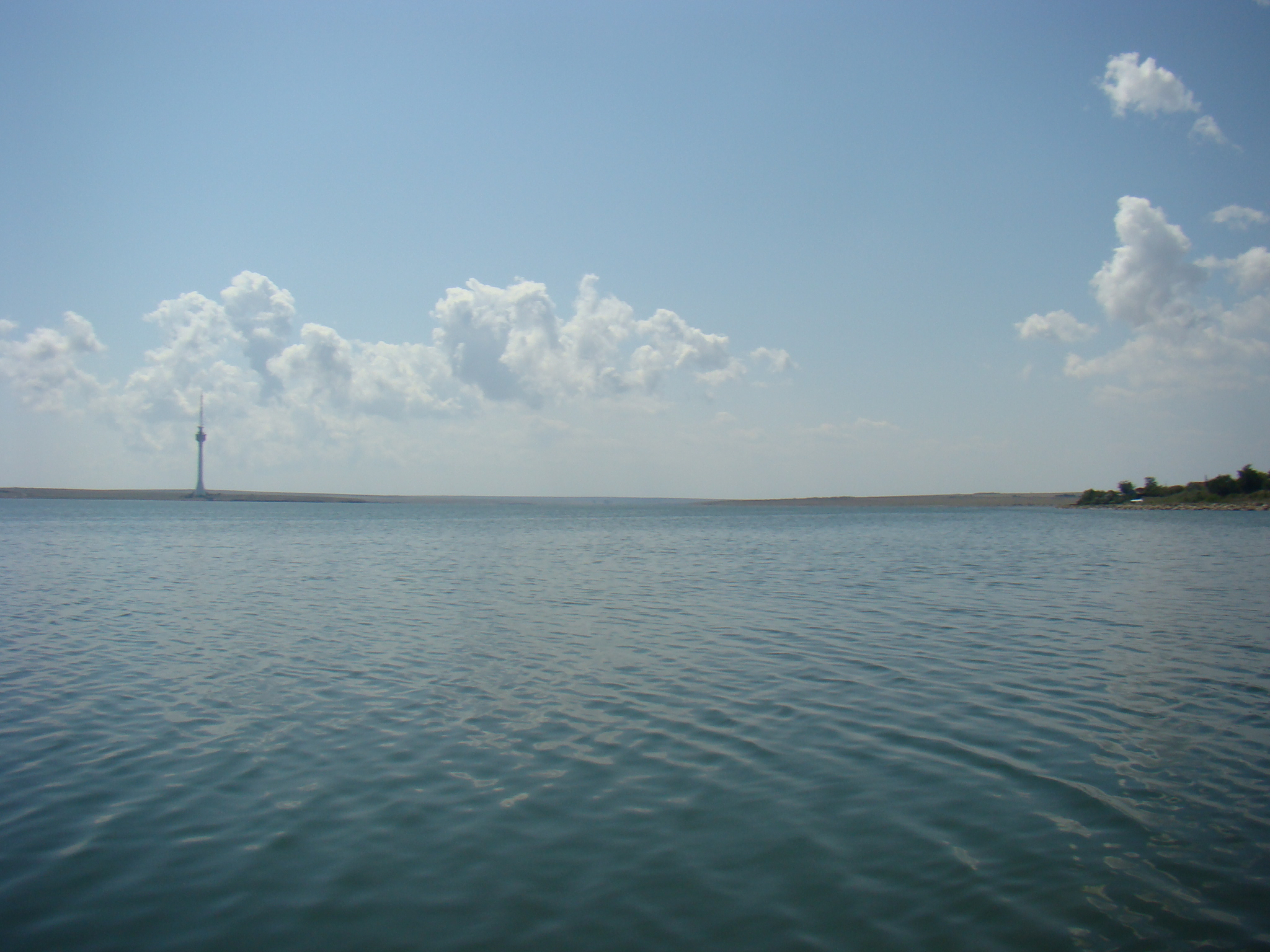
Techirghiol, „lacul pustiu și blestemat, asfaltit” cu „apă sleită și neagră”.

Sfârșitul războiului îi aduce speranța că societatea se va schimba, iar Comșa se înscrie, alături de alți foști combatanți, într-un partid politic care milita pentru transformarea României Mari într-o Românie nouă și este propus deputat pe listele din județul Iași. Curând el își dă seama că moravurile politice nu s-au schimbat, iar idealurile imaginate în tranșee au rămas doar vise. Vechea societate se reface repede, iar oamenii își reiau apucăturile egoiste de dinainte de război. Goana după căpătuire reîncepe mai sălbatică decât înainte. Noul guvern format după alegeri se dovedește mai corupt decât guvernele anterioare, iar susținătorii reformelor devin tot mai izolați.
Dezamăgit de spulberarea idealurilor politice, Radu Comșa încearcă să-și refacă viața, dar este izolat social din pricina infirmității. Prietenul său, profesorul Vasile Mogrea, renunță dezamăgit să mai lupte pentru schimbarea societății și este transferat în provincie, după ce i-a înjurat pe toți, în timp ce foștii săi camarazi se luptă cu greutățile unui trai modest. Comșa rămâne tot mai singur și mai sărac, iar idealurile sale sociale se frâng după ce își dă seama că lumea nu s-a schimbat și că nici el nu este capabil să o schimbe. După ce rana de la plămâni începe să-l supere, el pleacă să se trateze în vara anului 1926 mai întâi la mănăstirea Agapia și apoi la Techirghiol. Pe malul mării o reîntâlnește pe Luminița, căsătorită și fericită. Deznădejdea îi întunecă sufletul. Încearcă să se sinucidă, aruncându-se în lacul negru de asfaltit, dar acesta are apa „atât de grea și blestemată, încât nu primește trupul nici unui înecat”.

## Structură
Romanul Întunecare este împărțit în trei părți (denumite cărți), formate dintr-un prolog, 14 capitole numerotate cu cifre romane și un epilog.
| - Cartea întâi - Prolog – A zburat o pasăre neagră - Cap. I Mergeau cântând vitejește - Cap. II Vrem România Mare! - Cap. III Războiul stegulețelor - Cap. IV Avuzul cu pești japonezi - Cap. V Acolo șezum și plânsem | - Cartea a doua - Cap. I Mâinile albe și mâinile negre - Cap. II A fost odată un mic copilaș... - Cap. III Pe cer s-a arătat un semn mare - Cap. IV În întuneric se află lumină - Cap. V Ca să fii tare, fii singur | - Cartea a treia - Cap. I Trăiască România Mare! - Cap. II Fierul, fonta și oțelul - Cap. III Strigoii - Cap. IV Întoarcerea unde au fost jurămintele - Epilog – Lângă Lacul Negru Asfaltit |

Edițiile anterioare anului 1953 conțin o împărțire în două părți (denumite cărți), fiecare dintre ele având câte opt capitole. În ediția din anul 1953 autorul a reîmpărțit romanul în trei părți, susținând că împărțirea sa inițială era sub formă de triptic.

## Personaje
- Radu Comșa — tânăr avocat, fost secretar timp de doi ani al deputatului Alexandru Vardaru și apoi asociat în biroul de avocatură al acestuia.[22][25][46] Este logodit cu Luminița, fiica patronului său, și i se prevede o carieră strălucită.[2][22][29] Nemulțumit de propria sa lașitate, pleacă voluntar pe front și este grav rănit și desfigurat în luptele de la Oituz.[2][25][46] Rupe logodna cu Luminița și trăiește tot mai izolat, iar deznădejdea îl împinge către sinucidere.[38][39][47]
- Alexandru Vardaru — mare moșier, om de afaceri, avocat, deputat în Parlamentul României;[2][30][46] este fratele colonelului Pavel Vardaru și tatăl Luminiței.[48] Încheie afaceri comerciale cu germanii, care erau inamici de război ai României.[30][34][46][49] Este un individ energic, care inspiră hotărâre și încredere.[50] Ajunge ministru după război.[51][52]
- Luminița Vardaru — fiica avocatului Alexandru Vardaru,[25][46] o burgheză emancipată și superficială.[48][53] Mama ei a murit în 1906 la Vichy.[54] Logodnică a lui Radu Comșa în anii neutralității,[38][46] ea se căsătorește după război cu mediocrul Radu Șerban, cu care are doi copii.[51] Soțul ei va deveni cadru universitar și deputat, cu sprijinul familiei Vardaru.[55] Mircea Eliade o considera „o Olguță mai puțin caustică și mai puțin vibratilă”.[56] Este o persoană hotărâtă și adaptată, la fel ca tatăl ei.[53]
- Pavel („Pol”) Vardaru — colonel în Armata Română, comandant de regiment cantonat în Cadrilater, moșier.[30][46] Este un personaj balzacian,[53] fiind cunoscut ca un petrecăreț vestit în toate localurile de zi sau de noapte din București.[29][57] Pleacă pe front cu provizii de cafea și de coniac franțuzesc.[38] Se comportă vitejește pe front;[29][58] este înaintat după război la gradul de general, dar averea sa este ulterior scoasă la mezat și cumpărată de Sofron Vesbianu.[59]
- Laura Vardaru — soția colonelului Pol,[30][60] ce lucrează ca soră de caritate în timpul războiului.[61]
- Mihai Vardaru — fiu de moșier, nepotul fraților Vardaru, proaspăt absolvent de liceu.[29][30][62] Părinții lui au murit cu patru ani în urmă într-un accident de automobil pe Valea Prahovei, iar Mihai și surorile sale (Cora și Ralu) au trecut sub tutela unchiului lor, Alexandru.[54] A urmat voluntar, dintr-un avânt tineresc, cursurile Școlii de ofițeri în rezervă și a fost trimis pe front, dovedind o tărie de caracter nebănuită.[58][63][64][65][66][67] Moare în luptele de la Oituz.[46][68][69]
- Virgil Probotă — fost coleg de liceu al lui Radu Comșa, fost preceptor al Luminiței și al lui Mihai Vardaru.[30][70] Lucrează ca profesor de științe la un liceu din București.[29][70] Este mobilizat ca locotenent și trimis pe front.[71] Conduce după război un laborator universitar de științe naturale la Cluj.[52] Este un om timid și idealist,[53] cu un comportament integru.[38]
- Maria Probotă — fiica primei gazde bucureștene a lui Virgil Probotă și Radu Comșa, soția profesorului.[72] A absolvit Facultatea de Medicină și lucrează ca medic la un spital din București.[73] Are un copil pe nume Dinu.[74] Moare de tifos în timpul războiului, după ce-i îngrijise pe bolnavi.[75]
- Dan Șcheianu — fost coleg de liceu al lui Radu Comșa. Este un poet talentat, care a devenit victimă a mizeriei, alcoolului și drogurilor.[29][38][76][77] Moare de ftizie într-o locuință mizeră din Iași, refuzând ajutorul oferit de Radu Comșa.[78]
- Zoe Vesbianu — fiica moșierului ruinat Dumitrașcu Racliș[79] și tânăra soție a speculantului Sofron Vesbianu.[29][46][80] Dezgustată de traiul alături de un mitocan insensibil,[81][82] ea își ia mai mulți amanți, printre care Titel Iliescu și Radu Comșa.[29][38][80][83]
- Sofron Vesbianu — speculant imobiliar și profitor de război, provenit dintr-o familie de hamali.[29][84] Este un om grosolan, cu gesturi și limbaj de mitocan.[49][81] Face afaceri ilegale cu alimentele destinate frontului și populației, dovedind o lăcomie fără scrupule.[49] Suferă un atac de paralizie și devine invalid, fiind tratat cu dispreț de soție și de slujitori.[38]
- Dumitrașcu Racliș — tatăl Zoei Vesbianu,[79] fost moșier, cartofor înrăit ce a pierdut averea familiei în cazinourile din străinătate (Spa, Biarritz, Nisa, Monte Carlo, Deauville și Oostende) și trăiește din banii pe care-i „împrumută” periodic de la fiica sa.[29][46][85][86] Criticul George Călinescu considera că este „bine creionat, deși cam vodevilesc”.[29]
- Gurii Serghievici Vorșaghin — prinț rus, căpitan în Regimentul 2 Gardă atașat pe lângă Marele Cartier General de la Iași;[87] un ofițer depravat cartofor, bețiv și afemeiat.[31][85] Trăiește în exil la Paris după Revoluția Rusă și lucrează ca șofer, chelner și dansator la un cabaret al fostei aristocrații ruse.[88]
- Onisfor Sachelarie — secretarul biroului de avocatură al lui Alexandru Vardaru,[89] student la Facultatea de Drept din București.[90] Era originar din Ardeal[62] și fusese mobilizat ca subofițer pe frontul galițian, de unde fugise în România, unde fusese concentrat în Armata Română și înaintat la gradul de sublocotenent.[90] Patriot ardelean,[91] lucrează după război ca avocat într-un oraș din nordul Ardealului.[92]
- Stelian Minea — student la Facultatea de Filosofie,[93] pleacă voluntar pe front însuflețit de ideile de libertate și dreptate,[69] fiind rănit.[94] Duce după război un trai modest ca profesor de filozofie într-un orășel de provincie, având o soție rea și arțăgoasă.[41][68][95][96]
- Pleșea — căpitan în Armata Română, ofițer de carieră, comandantul companiei din care făcea parte Radu Comșa.[97] Este un om de viață și aprovizionează regimentul cu tot felul de produse greu de găsit.[98][99][100] A fost înaintat după război la gradul de maior, fiind transferat apoi într-o capitală de județ obscură.[101]
- Ghenea — doctorand în psihologie, locotenent în Armata Română;[102] este bețiv și cartofor înrăit.[103] Moare în luptele de la Oituz, dezvăluindu-le camarazilor în clipa morții că are un copil nelegitim.[95][104][105]
- Bogdan Cernegură — doctorand la Paris, care este mobilizat ca sublocotenent în Armata Română și este nevoit să-și părăsească soția care aștepta un copil.[93] Este dat dispărut în timpul războiului.[106][107]
- Vasile Mogrea — profesor, rănit pe front în timpul războiului și coleg de spital al lui Radu Comșa.[69] Militează pentru schimbarea rânduielilor sociale[108] și, din cauza ideilor politice radicale,[109][110][111] este transferat ca profesor într-un orășel din Bucovina.[41][52] Criticul Al. A. Philippide îl considera „un suflet amestecat și turbure, amestec de țopîrlănism speriat și resemnare filosofică”,[39] „tipul, foarte specific romînesc, al revoltatului cu gura, care vorbește mereu, înjură tot, pe toți, pe toată lumea”.[112]
- Lică Cartojan — fost polițist, lider local al partidului reformator în care se înscrisese Radu Comșa.[110][113][114] Organizează campania electorală în județul Iași, fiind însoțit peste tot de mardeiași și agenți electorali.[79] Autorul îl caracterizează astfel: „un domn roșcat, cu mutră vicleană de vulpe, familiar și vulgar, exprimându-se în dialect arhimoldovenesc”.[115] Este proprietarul unei întreprinderi de exploatare a lemnului din județul Bacău.[110][113][116][117] Întruchipează demagogia, oportunismul și lipsa de scrupule a parvenitului care manevrează masele de alegători cu scopul de a-și satisface propriile interese.[118]
- Ana („Anica”) Câmpeanu — sora lui Radu Comșa, văduvă de război cu trei copii.[119] Trăiește în satul natal, având o relație extraconjugală cu sergentul Dumitru Iftodiu (bădia Mitriță), șeful postului de jandarmi.[116][120]
- Elena Bilbor — prietenă de pension a Luminiței Vardaru, originară din Roman.[121] Se căsătorește cu haimanaua Scarlat Măinescu, care-i aduce familia la ruină, și devine bolnavă și săracă.[122]
- Ieronim Pacu — vechi revoluționar și activist socialist, ce a fost întemnițat pentru ideile sale politice; a devenit un bătrân cuminte și fericit să construiască un cărucior rudimentar pentru bucuria nepotului său.[123][124][125]

## Scriere și publicare

### Scrierea romanului

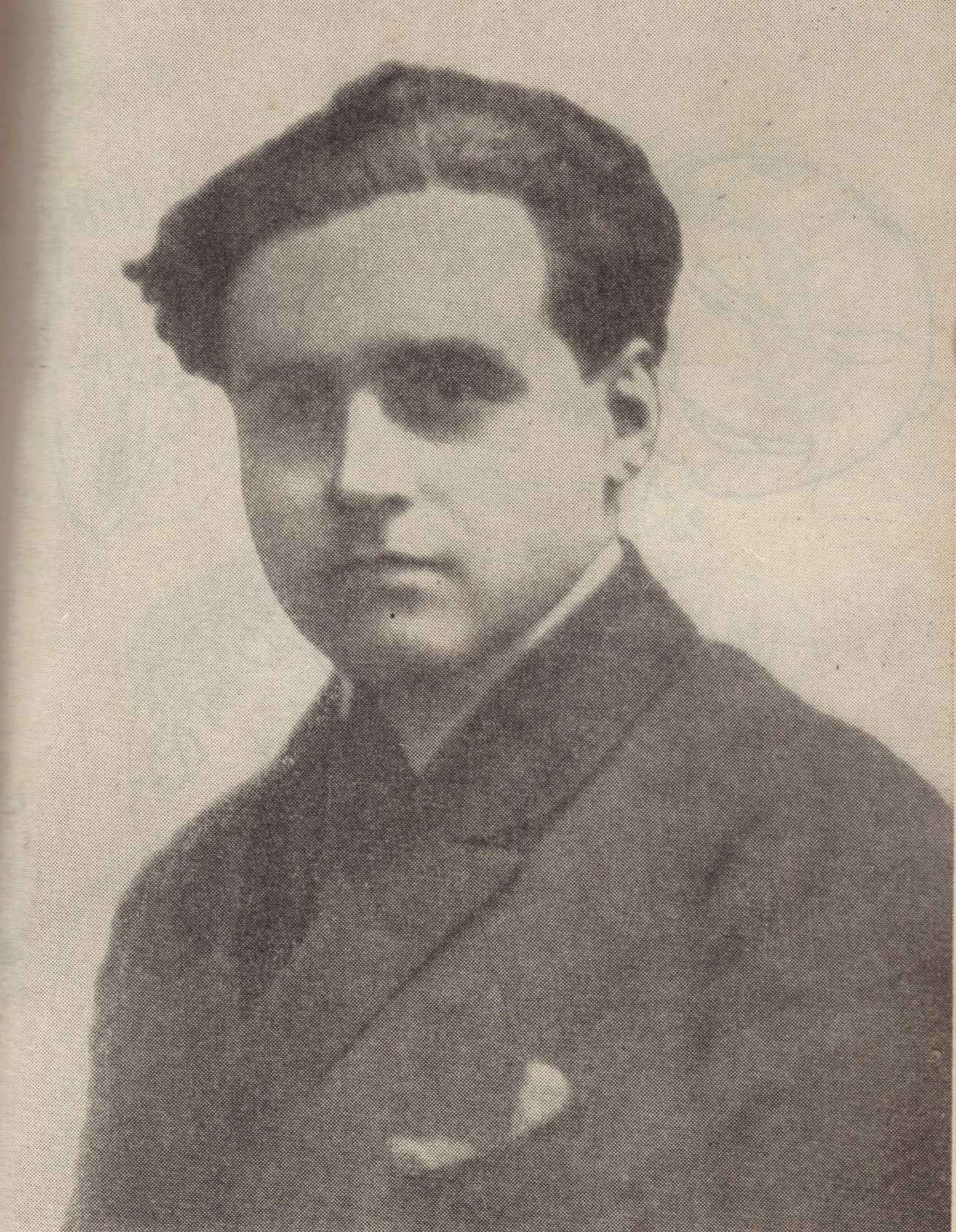
Cezar Petrescu la vârsta de 29 de ani. Aprox. 1921.

Romanul Întunecare este primul roman al lui Cezar Petrescu și a fost conceput și scris în anii imediat următori de după încheierea Primului Război Mondial. „Această carte a fost gândită și scrisă în cei dintâi ani de după primul război mondial. A fost gândită și scrisă cu toată amărăciunea destrămărilor și a scufundărilor de atunci. Cu toată revolta tinerească a acelei epoci, în care se pregătea cel de al doilea război”, susținea autorul într-un cuvânt înainte la ediția publicată în 1953. Atmosfera războiului și unele episoade și tipuri umane erau deja formulate în mintea scriitorului, dar linia centrală a romanului s-a cristalizat abia după conștientizarea sacrificiului inutil al generației sale, mărturisea autorul într-un interviu publicat pe 11 august 1929 în Adevărul literar și artistic. În mai multe interviuri acordate în cursul vremii Cezar Petrescu a afirmat că își concepea în minte operele literare pe parcursul a 2-3 ani, observând viața și cunoscând diferite medii și persoane, și le transcria apoi doar în lunile de vară când avea suficient timp liber.
Istoricul literar Mihai Gafița plasează scrierea acestui roman în verile anilor 1923, 1924 și 1925 („trei vacanțe de vară, câte două luni”, potrivit mărturisirilor autorului). Cezar Petrescu a început să lucreze la acest roman în vara anului 1923, după încheierea unei perioade lungi de convalescență în urma unui TBC ganglionar, și a continuat redactarea lui în vacanțele de vară ale anilor 1924 și 1925, după cum a mărturisit profesoara Smaranda Chéhata, sora mai mică a scriitorului. Autorul călătorea de la mare la munte și invers, urmând prescripțiile medicilor, și scria pe unde se nimerea. De asemenea, Zaharia Stancu, unul dintre colaboratorii apropiați ai scriitorului, cu care a locuit în aceeași casă timp de 3-4 ani, a scris în volumul de memorii Viață, poezie, proză!... Confesiunile lui Darie (1975), că Cezar Petrescu a lucrat la acest roman „cam două veri” la mănăstirile din Moldova.
Anterior autorul publicase volumele de nuvele Scrisorile unui răzeș (1922), Drumul cu plopi (1924) și Omul din vis (1925); trei nuvele din volumul său de debut („Prietenul meu Jan”, „Întoarcerea eroului” și „Lângă o piatră veche de hotar”) schițaseră decepția postbelică trăită de participanții la război, această perspectivă fiind prezentă și în unele anchete literare, mărturisiri în presă etc. O perspectivă pesimistă apare și în povestirea „Sângele”, publicată la 20 aprilie 1919 în revista Hiena, în care un ofițer român pe nume Comșa, ce așteptase războiul ca pe un catalizator al schimbării, se simte îmbătrânit prematur la două luni după începerea războiului; el își imaginează cu tristețe distrugerile pe care le va produce unei localități care fusese anterior plină de viață.
Cezar Petrescu nu fusese niciodată pe front, fiind reformat medical din cauza faptului că era bolnav de tuberculoză ganglionară (se îmbolnăvise în 1913, pe când era student la Iași în anul II de facultate), iar reprezentările războiului din cartea sa își aveau originea în poveștile prietenilor și camarazilor săi, care fuseseră martori vii ai tragediei. Cu toate acestea, descrierile realizate de el au fost veridice, aspect remarcat de unii cititori care luptaseră în război. „La fața locului nu m-am informat însă niciodată despre nimic. Realitatea a fost totuși atât de bine interpretată, încât, făcând cunoștință cu niște ofițeri, cititori ai romanului meu, aceștia au pretins categoric că au participat la una din luptele descrise de mine, iar unul își amintea că mă văzuse luptând în dreapta lui. Lucrurile nu s-au lămurit decât în momentul în care le-am arătat actul de reformă medicală. (...) Vei înțelege, dar, de ce scriind Ochii strigoiului nu a trebuit neapărat să fiu strigoi”.
Credința personajului Radu Comșa că războiul va aduce o schimbare morală a societății a fost, de fapt, o iluzie a scriitorului, iar criticul Tudor Vianu l-a identificat pe autor în personajul său. Scriitorul a fondat în ianuarie 1919, împreună cu Pamfil Șeicaru, revista săptămânală Hiena în care s-a manifestat ca un exponent al generației războiului și a militat pentru asanarea morală a societății și a vieții literare, denunțând cu agresivitate politicianismul burghez. În articolul „Peste ruini” publicat la 7 martie 1919 în revista Hiena Cezar Petrescu își exprima speranța că războiul va aduce schimbări importante omenirii, determinând reforme democratice ce vor pune bazele unei lumi utopice pe care o visaseră gânditorii antichității. Speranța se va transforma curând în revoltă, atunci când scriitorul și-a dat seama că iluziile sale s-au dovedit înșelătoare. Astfel, aproape patru luni mai târziu, el scria în articolul „A doua fază” că moartea combatanților a fost una zadarnică, deoarece schimbările preconizate anterior nu se vor mai produce. Trei săptămâni mai târziu (15 iulie 1919), bătrânul din schița „Șoseaua”, care-și căutase timp de două luni mormintele copiilor, condamnă cu amărăciune parada luxului etalată de burghezia bucureșteană. Scriitorul a înțeles că asistă la „drama generației care a așteptat de la război o purificare morală și o justă valorificare a umanității și cu desperare a văzut că nimic nu s-a schimbat în lume”.

### Publicarea unor fragmente în reviste
Primele fragmente ale romanului au fost publicate în perioada 15 octombrie 1924 – 15 martie 1925 în nouă numere ale revistei Gândirea din București, condusă de Cezar Petrescu (ce avea funcția de redactor). Aici au apărut capitolul „A sburat o pasăre neagră” (în nr. 1/15 octombrie 1924 (anul IV), pp. 7–17, și nr. 2/1 noiembrie 1924 (anul IV), pp. 41–47), capitolul „Mergeau cântând vitejește” (în nr. 5/15 decembrie 1924 (anul IV), pp. 137–145, și nr. 6/1 ianuarie 1925 (anul IV), pp. 177–185), capitolul „Iată, a sunat ceasul!” – denumit ulterior „Vrem România Mare!” – (în nr. 7/15 ianuarie 1925 (anul IV), pp. 197–205, nr. 8/1 februarie 1925 (anul IV), pp. 240–244, nr. 9/15 februarie 1925 (anul IV), pp. 274–278, și nr. 10/1 martie 1925 (anul IV), pp. 294–297) și începutul capitolului „Războiul stegulețelor” (în nr. 11/15 martie 1925 (anul IV), pp. 329–335). Titlul romanului Întunecare a fost precizat abia în numărul 10 din 1 martie 1925. Există deosebiri minore între conținutul acestor capitole și primele capitole din ediția definitivă a cărții: diferențe ortografice, inclusiv în ceea ce privește modul de scriere al unor nume (Virgil Probota, Zoe Vezbianu), fraze formulate diferit, unele pasaje eliminate ulterior (o scurtă referință la boierul Bibi Murgescu ce se cuplase cu o cântăreață de cabaret, discuții cu privire la colaborarea unor funcționari guvernamentali cu legațiile străine și zvonuri despre iminența unei revoluții în Rusia ce au loc la Casa Capșa și o glumă macabră făcută de studentul medicinist Lăscăruș Codreanu la masa de la madam Cimbru). Încetarea publicării în Gândirea s-a datorat faptului că scriitorul a părăsit oficial conducerea revistei la sfârșitul anului 1925.
Fragmente din roman (capitole întregi) au fost publicate ulterior în anii 1925 și 1926 în revista Viața Romînească din Iași. Aici au apărut capitolul „Acolo șezum și plânsem” (în nr. 8/august 1925 (anul XVII), pp. 145–188), începutul capitolului „Episodul din str. Olimp 14” – denumit ulterior „Mâinile albe și mâinile negre” – (în nr. 11–12/noiembrie–decembrie 1925 (anul XVII), pp. 259–283; vizita lui Radu Comșa la Dan Șcheianu), începutul capitolului „Întoarcerea unde au fost jurămintele” (în nr. 5–6/mai–iunie 1926 (anul XVIII), pp. 252–264; călătoria lui Radu Comșa la Oituz) și epilogul romanului (în nr. 7–8/iulie–august 1926 (anul XVIII), pp. 133–168). Există diferențe minore între conținutul acestor capitole și textul din ediția definitivă a cărții: diferențe ortografice, nume diferite (prințul Korșaghin va deveni ulterior Vorșaghin), fraze formulate diferit, unele pasaje nesemnificative eliminate ulterior etc. Unul dintre pasajele modificate și reduse semnificativ se referă la discuția lui Radu Comșa cu un soldat moldovean din Armata Rusă. Chestionat de Comșa, soldatul susține că „moldovienii” nu sunt români și că, deși „muscalu-i mult șî tari, (...) cî nu ni slăbești cum țîni lupu oaia...”, nu-și dorește ca teritoriul lor să se unească cu România pentru că „Rosia i o împărăție mari și plină de tăti belșugurili. Ci să ne-aprochiem noi di-o țarî mai nicușoară cît o gubernie a Măriei-Sale Țarului nostru cel mari și bun?”. Soldatul, căruia i se spune zadarnic că moldovenii și românii au aceeași istorie, aceeași limbă și aceeași religie, afirmă cu candoare „nu li știm noi aieste tăti” și este catalogat ca imbecil, acceptând acest apelativ cu supunere. Cezar Petrescu a redus semnificativ acest dialog în varianta finală, modificând originea geografică a soldatului din Soroca (în prima variantă) peste Nistru (în varianta finală) și eliminând o referire peiorativă a soldatului la „jîdani”. Alte fragmente au apărut în Adevărul literar și artistic, suplimentul cultural al cotidianului Adevărul.

### Publicarea integrală a cărții
Manuscrisul romanului a fost încredințat pentru publicare mai multor edituri care l-au ținut în sertare aproape trei ani, ferindu-se să publice o carte de 800-900 de pagini scrise mărunt și cu multe idei incomode, crezând că vor avea pierderi financiare de pe urma ei. Editura Cartea Românească i-a restituit manuscrisul după un an, afirmând că romanul este prea gros, prea complex și prea ambițios în atacarea unor probleme atât de grave. O altă editură a cerut reducerea textului cel puțin la jumătate, iar o a treia a condiționat publicarea cărții de existența unei prefețe semnate de un membru al Academiei Române.
Prima parte a apărut în foileton în primăvara anului 1927 în cotidianul Universul din București, după îndelungi amânări și după ce autorul renunțase în disperare de cauză la orice drept de autor. Publicarea a fost întreruptă în același an (1927), deoarece cartea întâia a romanului Întunecare, intitulată Acolo șezum și plânsem (după titlul ultimului capitol), a fost tipărită în Biblioteca ziarului Universul prin folosirea zațului tipografic de la foileton. Acest prim volum avea 191 de pagini și trebuia să fie urmat de alte două volume. Continuarea publicării a fost amânată deoarece ziarul a preferat să publice traducerea unui roman al unui scriitor francez obscur, ce fusese realizată de un ginere al directorului. În aceste condiții, apariția romanului a produs un slab ecou.
După ce fusese refuzat de editurile bucureștene, romanul a fost publicat integral în anul 1928 de către Editura Scrisul Românesc din Craiova nu în trei volume (așa cum își dorea autorul pentru a separa cele trei părți ale cărții), ci în două volume ce au purtat subtitlurile Acolo șezum și plânsem (303 p.) și Întoarcerea unde au fost jurămintele (273 p.). Partea I conținea 8 capitole („A sburat o pasăre neagră”, „Mergeau cântând vitejește”, „Vrem România Mare!”, „Răsboiul stegulețelor”, „Avuzul cu pești japonezi”, „Acolo șezum și plânsem”, „Mâinele albe și mâinele negre” și „A fost odată un mic copilaș”), iar partea II alte 8 capitole („Pe cer s'a arătat un semn mare”, „În întuneric se află lumina”, „Ca să fii tare, fii singur”, „Trăiască România Mare”, „Ferul, fonta și oțelul”, „Strigoii”, „Întoarcerea unde au fost jurămintele” și „Epilog: Lângă lacul negru, asfaltit”). Contractul de editare fusese obținut cu mare greutate de un coleg de gazetărie al autorului, când acesta din urmă își pierduse orice speranță că va mai vedea vreodată romanul tipărit. Editura Scrisul Românesc publica la acea vreme în special cărți școlare, precum și literatură scrisă de rude (gineri sau nepoți) ale conducătorilor politici care o sprijineau cu fonduri.
Apariția integrală a romanului a avut parte de un impresionant succes de public. Prima ediție completă a romanului, tipărită într-un tiraj de 7.000 de exemplare, s-a epuizat în mai puțin de trei săptămâni. Editorii care au refuzat tipărirea primei ediții s-au îngrămădit ulterior să obțină dreptul de a tipări edițiile următoare. Opiniile scriitorilor și criticilor au fost în mare parte elogioase la momentul apariției romanului. Întunecare a fost prezentat ca „o carte mare” (Liviu Rebreanu) și „un roman realist desăvârșit” (Al. A. Philippide), iar autorul lui a fost considerat unul dintre talentele „cultivate, puternice și extrem de diferențiate” (Mihail Sadoveanu) și „cel mai de seamă reprezentant al prozei noui epice contemporane românești” (Mihail Dragomirescu). Criticul Perpessicius îl înscria pe Radu Comșa, câțiva ani mai târziu, printre personajele prestigioase ale literaturii europene, alături de Ion Pop al Glanetașului, Apostol Bologa, Ștefan Gheorghidiu și Vitoria Lipan.
Într-un interviu acordat lui Felix Aderca în 1929, Cezar Petrescu afirma că Întunecare este prima sa operă literară valoroasă. „Socot tot ce am publicat până la romanul Întunecare, dibueli de ucenicie. N'am fost niciodată prea grăbit. Și mai ales am avut oroare de literatura livrescă. Cred că un romancier trebue mai întâi să trăiască viața, lăsând la o parte teoriile estetice și toate preocupările deformate ale breslei”. Criticul literar Mihai Gafița considera că apariția romanului Întunecare a marcat începutul unei etape fundamentale în activitatea literară a lui Cezar Petrescu, care a dat măsura personalității sale creatoare; acest aspect fusese subliniat anterior de istoricul literar Dumitru Murărașu ce scria că „numai odată cu romanul Întunecare (1928), a apărut cu trăsăturile lui fundamentale un adevărat scriitor nou”.

### Reeditări
Succesul primei ediții a determinat Editura Cartea Românească (ce refuzase inițial publicarea pe motiv că-i va aduce pierderi financiare) să se ofere să editeze edițiile următoare, iar apoi cartea a trecut, împreună cu altele, la Editura Cugetarea – Georgescu Delafras.
Au avut loc numeroase reeditări în cursul vieții autorului, cu modificări ale numerotației capitolelor și ale ortografiei. Astfel au fost tipărite: ed. a II-a (Editura Cartea Românească, București, 1929, 2 vol.), ed. a III-a (Editura Cartea Românească, București, 1930, 2 vol.), ed. a IV-a (Editura Cartea Românească, București, 1937, 2 vol.), ed. a V-a (Editura Cugetarea – Georgescu Delafras, București, [1942], 2 vol. - intitulată ediție definitivă), ed. a VI-a (Editura Cugetarea – Georgescu Delafras, București, 1943, 2 vol. – intitulată ediție definitivă), ed. a VII-a (Editura Cugetarea – Georgescu Delafras, București, [1946], 2 vol.), ed. a VIII-a (Editura de Stat pentru Literatură și Artă, București, [1953], 1 vol. – ilustrații și vignete de Aurel Stoicescu), ed. a IX-a (Editura de Stat pentru Literatură și Artă, București, [1955], 1 vol. – ilustrații și vignete de Aurel Stoicescu, intitulată ediția a 2-a), ed. a X-a (Editura de Stat pentru Literatură și Artă, București, 1959, 1 vol. – intitulată ediția a 3-a, postfață de Mihai Gafița) și ed. a XI-a (Editura de Stat pentru Literatură și Artă, București, 1960, 1 vol. – intitulată ediția a 4-a, prefață de Mihai Gafița). În primii cinci ani de la apariție, Întunecare atinsese un tiraj de 18.000 de exemplare, tiraj pe care George Călinescu îl considera „fantastic”. În perioada 1948–1963 romanul a fost tipărit în cinci ediții cu un tiraj total de aproximativ 150.000 de exemplare.
Toate edițiile publicate până în anul 1953 au fost tipărite în două volume, din motive tehnice tipografice și comerciale, determinându-l pe autor să renunțe la împărțirea inițială în trei cărți (așa cum susținea scriitorul că fusese conceput romanul), ce reprezentau trei perioade și trei faze în evoluția personajelor. Ediția din 1953 a restabilit împărțirea inițială în triptic, fiind operate unele intervenții și ameliorări de ordine stilistică, precum și restabiliri ale unor inadvertențe istorice sau sociale.

### Inspirație autobiografică

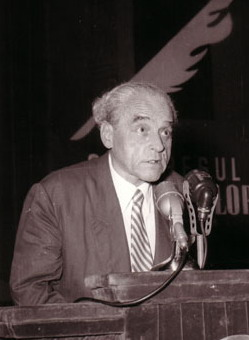
Cezar Petrescu, vorbind la o conferință a scriitorilor din 1956

### Influența romanului Război și pace

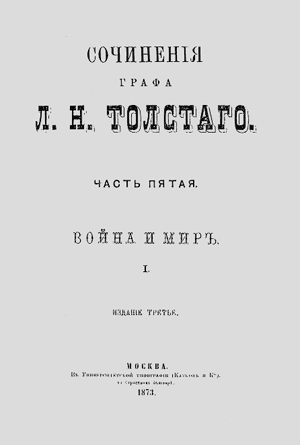
Unele capitole din Întunecare sunt influențate de romanul Război și pace al lui Tolstoi.

### Condamnarea războiului și a societății corupte

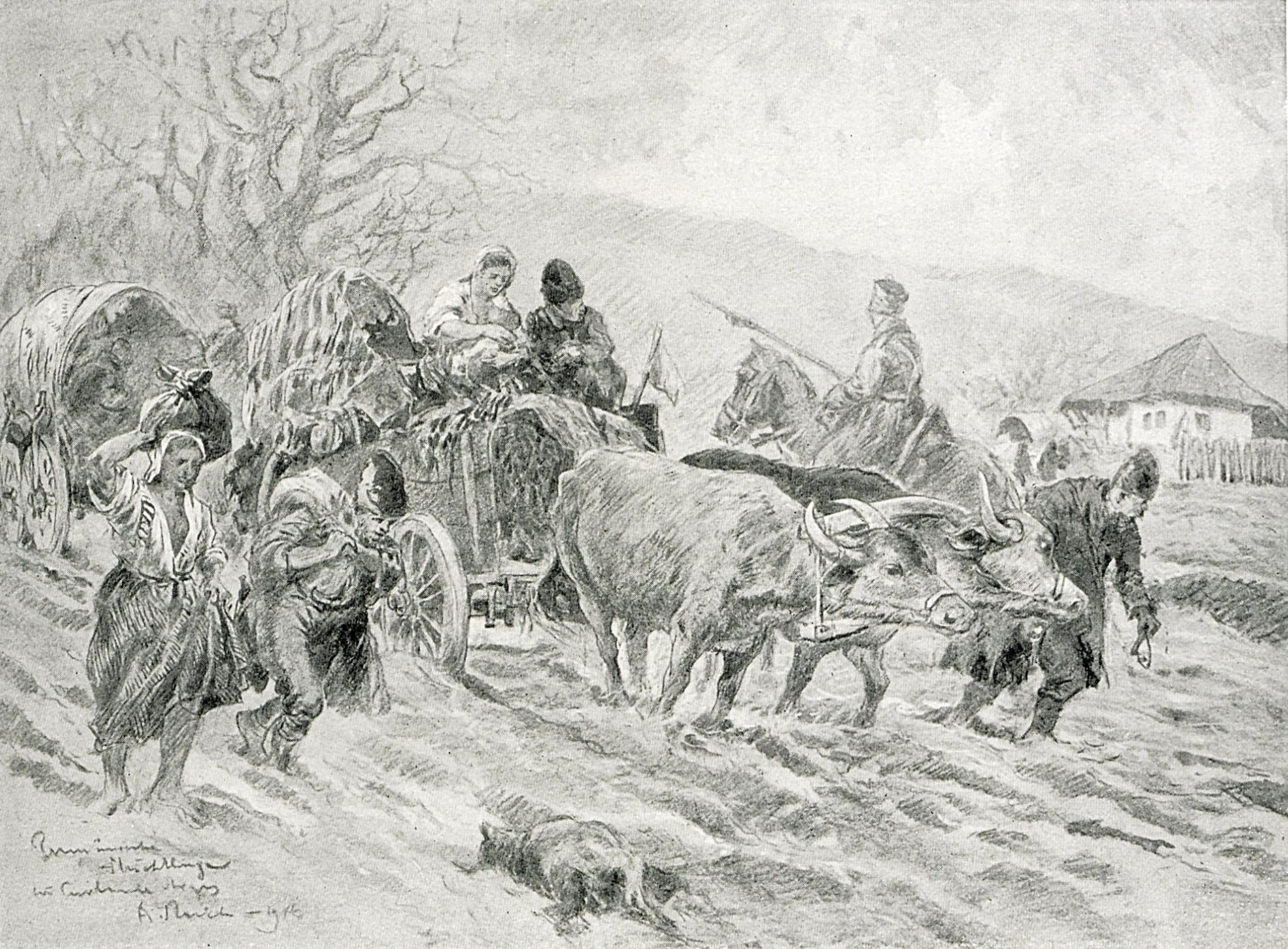
Refugiați români în Primul Război Mondial. Desen realizat de Albert Reich.

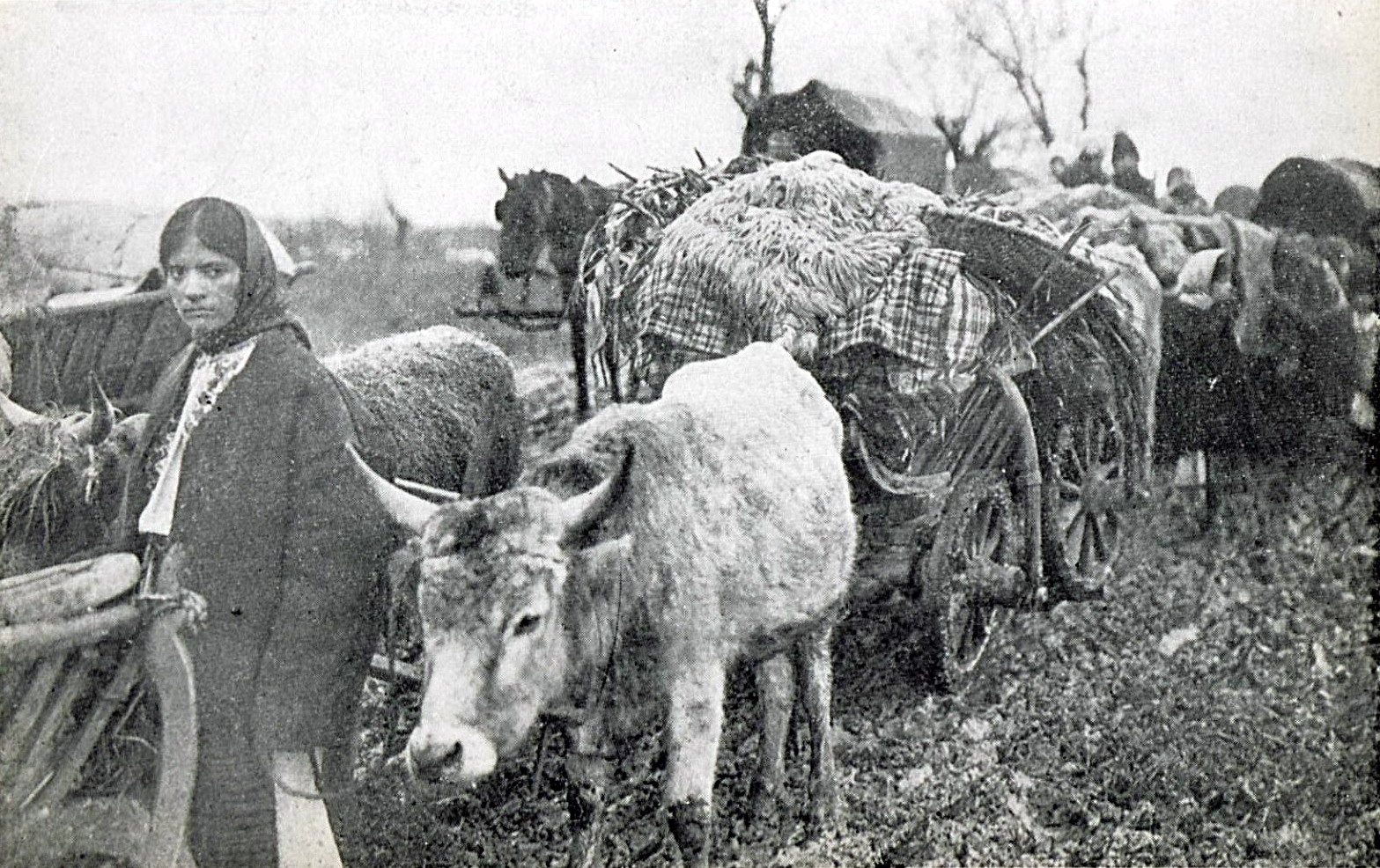
Refugiați români în Primul Război Mondial.